# 辽拟平腹蛛
辽拟平腹蛛（学名：Zodarion chaoyangensis）为拟平腹蛛科拟平腹蛛属的动物。在中国大陆，分布于辽宁、新疆等地，主要栖息于草丛以及果园。该物种的模式产地在辽宁。